# باربارا بلوندو
باربارا بلوندو (انگلیسی: Barbara Blondeau; ۶ مهٔ ۱۹۳۸ – ۲۴ دسامبر ۱۹۷۴) عکاس اهل ایالات متحده آمریکا بود.